# هيلين ونترتون
هيلين ونترتون (بالإنجليزية: Helen Winterton) هي دبلوماسية بريطانية، كانت سفيرةً للمملكة المتحدة لدى تونس، وتشغل حاليًا منصب القنصل البريطاني العام في القدس. تُعد ثاني امرأة تشغل المنصب بعد ديان كورنر.

## حياتها
عملت سفيرةً للمملكة المتحدة لدى الجمهورية التونسية بين عامي 2021 و2024.
في 20 نوفمبر 2024، عُينت قنصًلا عامًا في القدس.
في 12 يناير 2025، سلمت أوراق اعتمادها إلى وزير الدولة لشؤون وزارة الخارجية والمغتربين الفلسطينية فارسين شاهين.
لاحقًا في 5 مايو 2025، سلمت نسخة من أوراق اعتمادها إلى الرئيس محمود عباس في مقر المقاطعة.